# Ropa (Chorwacja)
Ropa – wieś w Chorwacji, w żupanii dubrownicko-neretwiańskiej, w gminie Mljet. W 2011 roku liczyła 37 mieszkańców.